# Южний Урал (хокейний клуб)
Хокейний клуб «Южний Урал» — хокейний клуб з Орська, Росія. Заснований у 1959 році. Попередні назви — «Южуралмаш», «НОСТА-Южний Урал». Виступає у чемпіонаті Вищої хокейної ліги. 
Домашні ігри команда проводить у Палаці спорту «Ювілейний» (4500). Кольори клубу: синій і білий.

## Історія
Наприкінці січня 1958 року, згідно з розпорядженням обласного спорткомітету, в Орську була створена перша команда з хокею з шайбою. Голова держспорттуркомітета А.В. Колбінцев запросив до себе тренера з баскетболу Б.П. Гузєєва, який до приїзду в Орськ познайомився з «канадським хокеєм» під час навчання в Алма-Атинському інституті фізкультури, і запропонував йому зробити перший крок до створення хокейної команди. 
Кістяк першої команди склали російські гравці: Борис Гузєєв, Шаміль Бурнаєв, Володимир Попов, Володимир Портнов, Павло Косор, а також Симонов і Васянін. Саме в такому складі команда Орська вирушила в Оренбург для участі в першості Оренбурзької області в рамках другої зимової Спартакіади народів СРСР. Колектив посів 3-є місце. Протягом короткого часу були утворені команди на базі великих промислових підприємств Орська — на комбінаті «Южуралнікель», нафтопереробному заводі імені В. Чкалова, «Южуралмаші», механічному заводі. Колективи заявилися в змагання першості РРФСР, в яких відразу продемонстрували усім, що дебютанти не з боязкого десятка. 
У 1961 році команда під прапором «Труда» виступила в турнірі команд класу «Б» (у першій групі, у другій зоні). По суті цей колектив представляв збірну Орська, яка ще через один рік перетворилась в СК «Южний Урал» (на базі спортивного клубу «Южуралмашзавода»). Великий внесок у розвиток хокею в Орську вніс Віталій Бовдуй, який в середині 1960-х років вивів орчан у лідери у змаганнях першості країни серед команд класу «Б».
У сезоні 1970—71 роках «Южний Урал» посів 3-є місце у фіналі команд класу «Б» і отримав право виступати у класі «А». З 1971 року по 1992 рік — виступав у другій лізі першості СРСР. В сезонах 1983—84 років і 1991—92 років — команда посіла третє місце у другій лізі в зоні «Схід». У сезоні 1986—87 років — команда посіла 2-е місце в другій лізі в зоні «Центр». Команду в ці роки тренували К. Грохольський, Ю. Мальцев, В. Старков, О. Галямін, А. Федоров.
З 1992 року — команда виступає в першості Росії серед команд майстрів вищої ліги. У сезоні 1998—99 років об'єднаний клуб Орська і Новотроїцька «Южний Урал-Носта» став чемпіоном Росії серед команд майстрів вищої ліги. У сезоні 1999—2000 років команда вийшла в фінал Кубка Федерації, де в Москві тільки в серії булітів поступилися столичному клубу «Крила Рад».
В даний час ХК «Южний Урал» виступає у Відкритому Всеросійському змаганні команд майстрів вищої ліги дивізіону «Схід», а фарм-клуб грає в першій лізі в зоні «Урал-Західний Сибір».

## Арена
Основним замовником будівництва Палацу спорту «Ювілейний» виступав Південно-уральський машинобудівний завод (нині Машинобудівний концерн — «ОРМЕТО-ЮУМЗ»), але значною мірою допомагали і ТЕЦ-1, Орскнефтеоргсинтез, Південно-уральський нікелевий комбінат, механічний завод. Урочисте відкриття Палацу відбулось у 1985 році до 250-річного ювілею з дня заснування Орська. Тут крім хокейної команди майстрів «Південний Урал» діє дитячо-юнацька спортивна школа. Працюють секції легкої атлетики, вільної боротьби, настільного тенісу, боксу. А школа фігурного катання єдина на сході Оренбуржя.